# 远东经济地区
远东经济地区（俄语：Дальневосто́чный экономи́ческий райо́н），又译远东经济区，是俄罗斯的12个经济地区之一。其地域大致与远东联邦管区相同。
远东经济区在2008年为俄罗斯国内生产总值贡献了4%。该经济地区位于太平洋沿岸，主要城市包括阿穆尔河畔共青城、哈巴罗夫斯克（伯力）、雅库茨克和符拉迪沃斯托克（海参崴）。主要经济来源有机械装置、伐木业、渔业、狩猎、诱捕毛皮。西伯利亚铁路沿着阿穆尔河与乌苏里江，终点为符拉迪沃斯托克港。

## 联邦主体
- 布里亚特共和国
- 外贝加尔边疆区
- 阿穆尔州
- 楚科奇自治区
- 犹太自治州
- 堪察加边疆区
- 哈巴罗夫斯克边疆区
- 马加丹州
- 滨海边疆区
- 萨哈（雅库特）共和国
- 萨哈林州